# NGC 21
NGC 21 (anche conosciuta come NGC 29, che ne è un duplicato) è una galassia a spirale della costellazione di Andromeda. Fu scoperta da William Herschel nel 1790, e osservata nuovamente da Lewis Swift nel 1885, che portò al doppio inserimento nel New General Catalogue.